# 13609 Lewicki
13609 Lewicki eller 1994 TK11 är en asteroid i huvudbältet som upptäcktes den 10 oktober 1994 av Spacewatch vid Kitt Peak-observatoriet. Den är uppkallad efter Christopher A. Lewicki.